# Greatest Hits, Classic Remixes and Music Videos
Albums de Ace of Base
The Ultimate Collection
(2005) Platinum & Gold
(2010)
Greatest Hits, Classic Remixes and Music Videos est une compilation du groupe suédois Ace of Base. Il est sorti sous le label Playground le 14 novembre 2008. C'est un mini coffret qui inclut deux CD et un DVD. Sur les CD, il y a 16 de leur plus grands succès ainsi que des remixes et sur le DVD on trouve 17 vidéos.
Le CD contient également des nouvelles version pour  "Wheel of Fortune" et "Don't Turn Around", alors que la version internationale disponible sur iTunes contient une version de "Lucky Love",,,, l'édition japonaise contient elle un nouveau remix du titre "The Sign".
C'est le dernier album ou Jenny Berggren est la chanteuse principale.

## Liste des pistes

### Greatest Hits
1. The Sign
2. All That She Wants
3. Wheel of Fortune
4. Lucky Love
5. Beautiful Life
6. Happy Nation
7. Life Is a Flower
8. Don't Turn Around
9. Hallo Hallo
10. Always Have Always Will
11. Cruel Summer
12. Unspeakable
13. C'est la Vie (Always 21)
14. Living in Danger
15. Beautiful Morning
16. Da Capo

### Classic Remixes
1. Wheel of Fortune 2009- 3:46
2. Don’t Turn Around 2009 - 3:06
3. The Sign - The Remix - 5:42
4. Cruel Summer - Soul Poets House Bust - 3:46
5. Never Gonna Say I’m Sorry - Sweetbox Funky Mix - 6:47
6. Life Is a Flower - Soul Poets Night Club Mix - 5:14
7. All That She Wants - Madness Version - 3:30
8. Lucky Love - Raggasol version - 2:53
9. Travel to Romantis - Love to Infinity Master Mix - 7:22
10. C’est la Vie (Always 21) - Remix - 3:58
11. Happy Nation - Moody Gold Mix - 4:02
12. Hallo Hallo - Dub - 6:04
13. Living in Danger - D-House Mix - Short Version - 4:05
14. Beautiful Life - Lenny B’s House Of Joy Club Mix - 6:57
15. Megamix - Long Version - 7:19

### Version iTunes

#### Greatest Hits
1. Lucky Love 2009
2. The Sign
3. All That She Wants
4. Wheel of Fortune
5. Lucky Love
6. Beautiful Life
7. Happy Nation
8. Life Is a Flower
9. Don't Turn Around
10. Hallo Hallo
11. Always Have Always Will
12. Cruel Summer (Big Bonus Mix)
13. Unspeakable
14. C'est la Vie (Always 21)
15. Living in Danger
16. Beautiful Morning
17. Da Capo
18. Whenever You're Near Me
19. Everytime It Rains
20. Love in December

#### Classic Remixes Extended
1. The Sign - Ultimix - 6:48
2. The Sign - Dub Version - 5:08
3. All That She Wants - 12" Version - 6:46
4. Lucky Love - Frankie Knuckles Classic Club Mix - 7:23
5. Lucky Love - Amadin Remix - 5:43
6. Lucky Love - Armand's British Nites Remix - 11:22
7. Lucky Love - Vission Lorimer Funkdified Mix - 6:04
8. Lucky Love - Lenny B's Club Mix - 7:09
9. Happy Nation - Gold Zone Club Mix - 5:41
10. Everytime It Rains - Soul Poets Club Mix - 4:22
11. Life Is a Flower - Absolom Short Edit - 5:19
12. Life Is a Flower - Milk Long Edit - 5:14
13. Life Is a Flower - Sweetbox Mix 1 - 6:16
14. Wheel of Fortune - 12" Mix - 5:27
15. Hallo Hallo - Hitvision Radio Edit - 3:06
16. Hallo Hallo - Dub - 4:46
17. Beautiful Life - Junior's Circuit Bump Mix - 8:20
18. Beautiful Life - Vission Lorimer Club Mix - 7:01
19. Beautiful Life - Uno Clio Mix - 8:23
20. Never Gonna Say I'm Sorry - Lenny B's Club Mix - 8:25
21. Never Gonna Say I'm Sorry - Lenny B's Organ-ic House Mix - 7:15
22. Don't Turn Around - Turned Out Eurodub - 7:26
23. Don't Turn Around - Groove Mix Extended - 5:19
24. Cruel Summer - Cutfather & Joe Mix - 3:341
25. Cruel Summer - Hartmann & Langhoff Short Mix - 3:21
26. Cruel Summer - KLM Club Mix - 10:29
27. Cruel Summer - Hani Num Club Mix - 8:13
28. Cruel Summer - Blazin' Rhythm Remix - 3:21
29. Whenever You're Near Me - Strobe's Radio Remix - 3:23
30. Whenever You're Near Me - Strobe's Lollipop Mix - 3:27
31. Whenever You're Near Me - Nikolas & Sibley Dance Mix - 8:55
32. Living in Danger - Old School Mix - 4:49
33. Living in Danger - Principle Mix - 8:53
34. Living in Danger - Buddha Mix - 3:38
35. Beautiful Morning - Spanish Fly Radio Edit - 2:57
36. Beautiful Morning - Groove Radio Edit - 2:47
37. Unspeakable - Junk&Function/M12 Club Mix - 3:05
38. Unspeakable - Fairlite Radio Mix - 3:18
39. Unspeakable - Filur Radio Mix - 3:28
40. Travel to Romantis - Josef Larossi Mix - 5:35
41. Travel to Romantis - Love to Infinity Mix - 7:22
42. Travel to Romantis - Wolf Mix - 4:03
43. Never Gonna Say I'm Sorry - Long Version - 6:34
44. Never Gonna Say I'm Sorry - Rock Version - 4:02

1Cruel Summer - Cutfather & Joe Mix est la version album de la chanson

### Classic Remixes (Bonus Track Edition)
1. Wheel of Fortune 2009 - 3:46
2. Don’t Turn Around 2009 - 3:06
3. The Sign - The Remix - 5:42
4. Cruel Summer - Soul Poets House Bust - 3:46
5. Never Gonna Say I’m Sorry - Sweetbox Funky Mix - 6:47
6. Life Is a Flower - Soul Poets Night Club Mix - 5:14
7. All That She Wants - Madness Version - 3:30
8. Lucky Love - Raggasol version - 2:53
9. Travel to Romantis - Love to Infinity Master Mix - 7:22
10. C’est la Vie (Always 21) - Remix
11. Happy Nation - Moody Gold Mix - 4:02
12. Hallo Hallo - Dub - 6:04
13. Living in Danger - D-House Mix - Short Version - 4:05
14. Beautiful Life - Lenny B’s House of Joy Club Mix - 6:57
15. Megamix - Long Version - 7:19
16. Don't Turn Around - 7" Aswad Mix - 4:23
17. Wheel of Fortune - Clubmix - 4:39

## DVD
1. All That She Wants
2. Wheel of fortune
3. Happy Nation
4. The Sign
5. Don’t Turn Around
6. Living in Danger
7. Lucky Love
8. Beautiful Life
9. Never Gonna Say I’m Sorry
10. Life Is a Flower
11. Cruel Summer (Big Bonus Mix)
12. Travel to romantis
13. Always Have, Always Will
14. C’est la vie (Always 21)
15. Beautiful Morning
16. Lucky Love (Acoustic)1
17. Unspeakable

1Ce n'est pas la version américaine de la vidéo mais une version alternative du vidéoclip européen accompagné de la version acoustique de la chanson qui figure sur l'album The Bridge.